# راي ألين بيلينغتون
راي ألين بيلينغتون (بالإنجليزية: Ray Allen Billington)‏ هو مؤرخ أمريكي، ولد في 28 سبتمبر 1903 في باي سيتي في الولايات المتحدة، وتوفي في 7 مارس 1981 في سان مارينو في الولايات المتحدة.